# Planiinvoluta
Planiinvoluta es un género de foraminífero bentónico de la subfamilia Calcivertellinae, de la familia Cornuspiridae, de la superfamilia Cornuspiroidea, del suborden Miliolina y del orden Miliolida. Su especie tipo es Planiinvoluta carinata. Su rango cronoestratigráfico abarca el Rhaetiense (Triásico superior).

## Discusión
Clasificaciones más recientes incluyen Planiinvoluta en la familia Calcivertellidae de la superfamilia Nubecularioidea.

## Clasificación
Planiinvoluta incluye a las siguientes especies:
- Planiinvoluta carinata †
- Planiinvoluta irregularis †
- Planiinvoluta multitabulata †
- Planiinvoluta regularis †
- Planiinvoluta rotunda †

Otra especie considerada en Planiinvoluta es:
- Planiinvoluta mesotriasica, de posición genérica incierta